# Порто-Мантовано
Порто-Мантовано (італ. Porto Mantovano) — муніципалітет в Італії, у регіоні Ломбардія, провінція Мантуя.
Порто-Мантовано розташоване на відстані близько 400 км на північ від Рима, 130 км на схід від Мілана, 4 км на північ від Мантуї.
Населення — 16 369 осіб (2014).
Щорічний фестиваль відбувається 13 червня. Покровитель — Sant'Antonio di Padova.

## Демографія
Населення за роками:

Станом на 1 січня 2023 року в муніципалітеті офіційно проживали 1503 іноземці з 61 країни, серед них 425 громадян країн Євросоюзу та 53 громадяни України.

## Сусідні муніципалітети
- Куртатоне
- Гоїто
- Мантуя
- Марміроло
- Родіго
- Ровербелла
- Сан-Джорджо-ді-Мантова